# シオン
シオン  Sion、セィヨン（アラビア語: سيون、ヘブライ語: ציון、ティベリア式発音：Ṣiyyôn）は、イスラエルのエルサレム地方の歴史的地名。ラテン文字ではSion（フランス語発音: [sjɔ̃] スィヨン）、Zion（英語発音: [ˈzaiən] ザイオン、ドイツ語発音: ['ts:ɔn] ツィーオン）などと書かれ、日本語では米国英語にならった「ザイオン」との表記も見られる。
もと、ダビデの支配下に入ったエブス人の町として登場する地名だが、神殿の丘の別名となり、のちにエルサレム全体、さらにイスラエルの地全体への形容詞ともなった。シオンの丘というものも存在し、シオニズムの語源となった地名である。